# Darko Mirt
Darko Mirt, né le 17 avril 1960, à Maribor, en République fédérative socialiste de Yougoslavie, est un ancien joueur et entraîneur de basket-ball slovène. Il évolue au poste de meneur.

## Palmarès
- Coupe de Slovénie 1992